# Independiente Santa Fe
Il Club Independiente Santa Fe, noto anche come Santa Fe, è una società calcistica colombiana, con sede nella capitale Bogotà. Milita nella Categoría Primera A, massima serie del campionato colombiano di calcio, della quale ha vinto dieci edizioni, l'ultima nel 2025, conquistando così la possibilità di usare la stella nel suo stemma. È una delle squadre di calcio più antiche e tradizionali del paese, quindi è considerata una delle più grandi e popolari in Colombia e una delle più importanti del Sud America.

## Storia

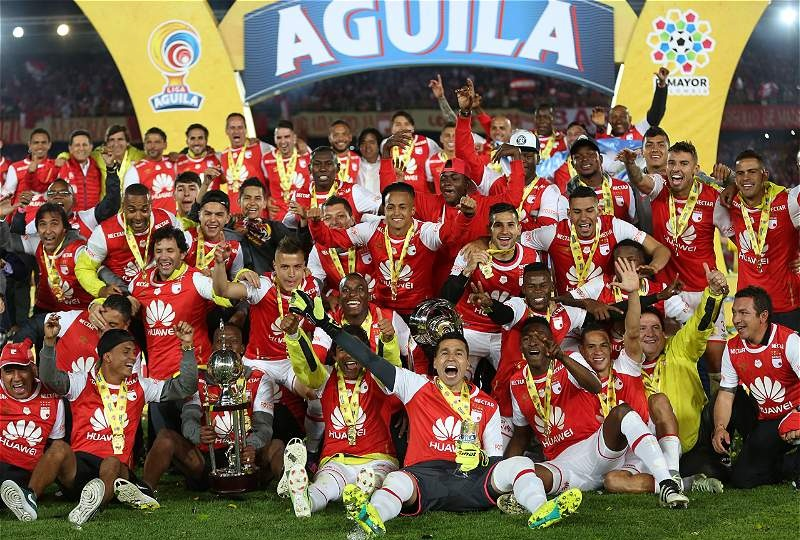
Squadra campione nazionale nel 2016.

Fondato il 28 febbraio 1941, ha vinto nove titoli nazionali colombiani, di cui l'ultimo nel 2016. Dal 22 luglio 1964 la denominazione societaria è stata Santa Fe Corporación Deportiva. Dal 2012 il club tornò alla denominazione storica di Independiente Santa Fe, istituendosi come società anonima (sociedad anónima).

## Palmarès

### Competizioni nazionali
- Campionato colombiano: 10

1948, 1958, 1960, 1966, 1971, 1975, 2012-I, 2014-II, 2016-II, 2025-I
- Copa Colombia: 2

1989, 2009
- Súper Liga: 4  (record)

2013, 2015, 2017, 2021

### Competizioni internazionali
- Coppa Sudamericana: 1

2015
- Coppa Suruga Bank: 1

2016

### Altri piazzamenti
- Campionato colombiano:

Secondo posto: Finalización 1971, Finalización 1975, 2005-I, 2008-I, 2013-I, 2017-II, 2020
Terzo posto: 1949, 1961, 1963, Finalización 1970, Apertura 1971, Apertura 1972, Apertura 1975, 1987
- Copa Colombia:

Finalista: 1950-1951, 2014, 2015
Semifinalista: 2016
- Coppa Libertadores:

Semifinalista: 1961, 2013
- Coppa CONMEBOL:

Finalista: 1996
- Coppa Merconorte:

Finalista: 1999
- Recopa Sudamericana:

Finalista: 2016
- Coppa Sudamericana:

Semifinalista: 2018

## Organico

### Rosa 2021
| N. |                     | Ruolo | Calciatore             |
| -- | ------------------- | ----- | ---------------------- |
| 1  | Colombia (bandiera) | P     | Omar Rodríguez         |
| 2  | Colombia (bandiera) | D     | Fainer Torijano        |
| 3  | Colombia (bandiera) | D     | Miguel Nazarit         |
| 4  | Colombia (bandiera) | D     | Carlos Arboleda        |
| 5  | Colombia (bandiera) | C     | Andres Pérez           |
| 6  | Colombia (bandiera) | C     | Jersson González       |
| 7  | Colombia (bandiera) | C     | Sherman Cárdenas       |
| 8  | Colombia (bandiera) | C     | Juan Sebastián Pedroza |
| 9  | Colombia (bandiera) | A     | Jorge Ramos            |
| 10 | Colombia (bandiera) | C     | Jhon Jairo Velásquez   |
| 11 | Colombia (bandiera) | C     | Jhon Arias             |
| 12 | Colombia (bandiera) | P     | Gustavo Sanchez        |
| 13 | Colombia (bandiera) | C     | Kelvin Osorio          |
| 14 | Colombia (bandiera) | C     | Leonardo Pico          |
| 15 | Colombia (bandiera) | A     | Camilo Charria         |
| 16 | Colombia (bandiera) | C     | Auli Oliveros          |
| 17 | Colombia (bandiera) | A     | Hugo Rodallega         |

| N. |                      | Ruolo | Calciatore          |
| -- | -------------------- | ----- | ------------------- |
| 18 | Colombia (bandiera)  | C     | Daniel Giraldo      |
| 19 | Colombia (bandiera)  | A     | Diego Valdés        |
| 20 | Venezuela (bandiera) | C     | Luis Seijas         |
| 21 | Colombia (bandiera)  | A     | Andrés Rentería     |
| 22 | Colombia (bandiera)  | P     | Leandro Castellanos |
| 23 | Colombia (bandiera)  | A     | Johan Caballero     |
| 24 | Colombia (bandiera)  | D     | Jeisson Palacios    |
| 25 | Colombia (bandiera)  | D     | Alejandro Moralez   |
| 27 | Colombia (bandiera)  | D     | Alexander Porras    |
| 29 | Colombia (bandiera)  | A     | Exneyder Guerrero   |
| 30 | Colombia (bandiera)  | D     | Dairon Mosquera     |
|    | Colombia (bandiera)  | D     | Javier López        |
|    | Colombia (bandiera)  | C     | Enrique Serje       |
|    | Colombia (bandiera)  | D     | Fabio Delgado       |
|    | Colombia (bandiera)  | C     | Jonathan Herrera    |
|    | Colombia (bandiera)  | A     | Hollman McCormick   |
|    | Colombia (bandiera)  | A     | David Ramírez       |

### Rosa 2012
| N. |                      | Ruolo | Calciatore              |
| -- | -------------------- | ----- | ----------------------- |
| 1  | Colombia (bandiera)  | P     | Camilo Vargas           |
| 2  | Paraguay (bandiera)  | D     | Germán Centurión        |
| 3  | Colombia (bandiera)  | D     | Julián Quiñones         |
| 4  | Colombia (bandiera)  | D     | Sergio Otálvaro         |
| 5  | Colombia (bandiera)  | C     | Yulián Anchico          |
| 6  | Colombia (bandiera)  | C     | Didier Moreno           |
| 7  | Colombia (bandiera)  | A     | Luis Carlos Arias       |
| 8  | Colombia (bandiera)  | C     | Osneider Álvarez        |
| 9  | Colombia (bandiera)  | A     | Juan Guillermo Vélez    |
| 10 | Argentina (bandiera) | C     | Omar Pérez (cap.)       |
| 12 | Colombia (bandiera)  | P     | Juan Manuel Leyton      |
| 13 | Colombia (bandiera)  | D     | Robert Jiménez          |
| 14 | Colombia (bandiera)  | A     | Óscar Rodas             |
| 15 | Colombia (bandiera)  | D     | Héctor Antonio Urrego   |
| 16 | Colombia (bandiera)  | C     | Daniel Alejandro Torres |
| 17 | Colombia (bandiera)  | D     | Juan Daniel Roa         |
| 18 | Colombia (bandiera)  | C     | Harold Rivera           |
| 19 | Colombia (bandiera)  | D     | Ricardo Villarraga      |
| 20 | Colombia (bandiera)  | C     | Gerardo Bedoya          |

| N. |                      | Ruolo | Calciatore              |
| -- | -------------------- | ----- | ----------------------- |
| 21 | Colombia (bandiera)  | D     | Francisco Javier Meza   |
| 22 | Colombia (bandiera)  | A     | Jorge Luis Ramos        |
| 23 | Argentina (bandiera) | D     | Martín Aguirre          |
| 24 | Colombia (bandiera)  | D     | Hugo Alejandro Acosta   |
| 25 | Colombia (bandiera)  | A     | Mario Efrain Gómez      |
| 26 | Colombia (bandiera)  | D     | Carlos Andrés Gallego   |
| 27 | Colombia (bandiera)  | D     | Diego Amaya             |
| 28 | Colombia (bandiera)  | D     | Emmerson Lasso          |
| 29 | Colombia (bandiera)  | C     | Héctor Salgado          |
| 30 | Colombia (bandiera)  | C     | Cristian Camilo Álvarez |
| 31 | Bolivia (bandiera)   | A     | Diego Cabrera           |
| 32 | Colombia (bandiera)  | P     | Andres Acosta           |
| 33 | Colombia (bandiera)  | D     | Bryan Alberto Rebellón  |
| 34 | Colombia (bandiera)  | C     | Alejandro Galindo       |
| 35 | Colombia (bandiera)  | A     | Andrés Angulo           |
| 70 | Colombia (bandiera)  | C     | Edwin Cardona           |
|    | Colombia (bandiera)  | A     | Jonathan Copete         |
|    | Colombia (bandiera)  | C     | Juan Fernando Caicedo   |